# Mamie Smith
Mamie Smith nascuda Robinson (Cincinnati, Ohio, 26 de maig de 1891 - Staten Island, New York, U.S. 16 de setembre de 1946), va ser una cantant, ballarina, pianista i actriu nord-americana de vodevil. Com a cantant de vodevil, va actuar en diversos estils, inclosos el jazz i el blues. El 1920, va entrar a la història del blues com la primera artista afroamericana a fer enregistraments vocals de blues.
Va iniciar la seva carrera artística als deu anys, ballant amb els Four Mitchells, un grup de ballarins blancs. El 1913, després d'actuar a la revista The Smart Set, va debutar com a cantant als clubs de Harlem, acompanyada pel seu marit, el tenor William Smith, i va treballar a la companyia de revista de Perry Bradford. El 1920 la seva carrera artística va fer un salt cap a la popularitat, quan va gravar amb la seva formidable veu de contralt per a la firma Okeh, especialment la versió del tema Crazy blues, que en sis mesos va vendre un milió d'exemplars, sent la primera gravació d'una veu negra a la història dels blues. A partir de llavors va fer nombroses gires organitzades pel Sindicat d'Empresaris de l'Espectacle (TOBA), acompanyada pels Jazz Hounds.
Al llarg de la seva trajectòria artística va tocar i va gravar amb el Harlem Trio (1923), i amb les orquestres de Fats Pichon i Andy Kirk; així mateix, va participar en algunes pel·lícules com: Paradise in Harlem (Joseph Seiden, 1939), 
Mystery in Swing (Arthur Dreifuss, 1940) i Murder on Lenox Avenue (Arthur Dreifuss, 1941).
El 1944 va actuar al Lido Ballroom de Nova York, compartint la programació de l'espectacle amb la cantant Billie Holiday. Entre la seva discografia cal destacar: Crazy blues (1920) i Goin' crazy with the blues (1926).